# Glu Mobile
Glu Mobile ist ein US-amerikanisches Videospiel-Entwicklungsunternehmen mit Sitz in San Francisco, Kalifornien.

## Geschichte
Im Dezember 2004 fusionierte das in San Mateo, Kalifornien, ansässige Unternehmen Sorrent mit dem in London ansässigen Unternehmen Macrospace. Im Juni 2005 nahm das fusionierte Unternehmen den neuen Firmennamen Glu Mobile an. 2006 erwarb Glu Mobile iFone und 2007 erwarb es den chinesischen Handyspielehersteller Beijing Zhangzhong MIG Information Technology Co. Ltd. Im März 2008 übernahm Glu Mobile den in San Clemente ansässigen Mobilfunkentwickler Superscape. Am 2. August 2011 erwarb Glu Mobile Griptonite Games. Im August 2012 kaufte Glu Mobile Gamespy Technologies von IGN. Am 3. September 2014 wurde PlayFirst von Glu Mobile übernommen. Im April 2015 zahlte Tencent 126 Millionen US-Dollar für einen 15-prozentigen Anteil an Glu Mobile. Am 22. Dezember 2016 wurde bekanntgegeben, dass Glu Mobile QuizUp für 7,5 Millionen US-Dollar erworben hat.
Im Februar 2021 wurde Glu Mobile für 2,1 Milliarden Dollar an Electronic Arts verkauft.

## Tochterunternehmen
- PlayFirst
- Plain Vanilla Games
- Griptonite Games
- GluPlay
- CrowdStar

## Spiele
- Adidas All-Star Football
- Age of Empires III Mobile
- ALIENS: Unleashed
- Alpha Wing 2
- Ancient Empires
- Ancient Empires II
- Aqua Teen Hunger Force
- Asteroids
- AstroPop
- ATV Off Road Fury
- Battleship
- Beat It!
- Big Time Gangsta
- Blackjack Hustler
- Blood & Glory
- Blood & Glory 2: Legend
- Bombshells: Hell’s Belles
- Bonsai Blast
- Brain Genius
- Brain Genius 2
- Brain Genius Deluxe
- Brian Lara International Cricket 2007
- Britney Spears: American Dream
- Bush vs. Kerry Boxing
- Call of Duty: Black Ops Mobile
- Call of Duty: Modern Warfare 2: Force Recon
- Cannons
- Cannons Tournament
- Car Town
- Centipede
- Chu Chu Rocket
- Cluedo
- Cluedo SFX
- Concentration
- Codename: KND MINIGAMES
- Colin McRae DiRT Mobile
- Cooking Dash
- Contract Killer
- Contract Killer 2
- Contract Killer Sniper
- Contract Killer: Zombies
- Contract Killer: Zombies 2
- Courage the Cowardly Dog Haunted House
- Crash 'N' Burn
- Crash 'N' Burn Turbo
- Daily Puzzle
- Death Dome
- Deer Hunter VR
- Design Home
- Dexter's Laboratory Security Alert!
- Diner Dash
- Diner Dash 2
- Dino Hunter:Deadly Shores
- Dominoes
- Dragon Island
- Driver 3
- Driver: Vegas
- Ed, Edd n Eddy Giant Jawbreakers
- Enchant U
- Eternity Warriors
- Eternity Warriors 2
- Eternity Warriors 3
- everGirl everGems
- Family Feud
- Family Guy: Time Warped
- Family Guy: Uncensored
- Fatal Force: Earth Assault
- Foster's Home: Balloon Bonanza
- FOX Sports Football '06
- Frontline Commando
- Frontline Commando 2
- Frontline Commando: D-Day
- Game of Life
- Gears & Guts
- Get Cookin'
- Glyder
- Glyder 2
- Guitar Hero 5
- Guitar Hero: Warriors of Rock
- Gun Bros
- Hero Project
- Hercules
- High Heels MahJong: In Her Shoes
- HOYLE 6-in-1 Solitaire Pro
- Ice Age: Dawn of the Dinosaurs
- Ice Age: The Meltdown
- Indestructible
- Insaniquarium Deluxe
- Inuyasha
- Jamaican Bobsled
- Kasparov Chess
- Kim Kardashian: Hollywood
- Kendall and Kylie
- Katy Perry Pop
- Kingdom of Heaven
- Lemmings Return
- Lil Kingdom
- Love a Lemming
- Manchester United Football
- Marc Ecko's Getting Up
- Mech Battalion
- Men vs. Machines
- Mission: Impossible - Rogue Nation
- Monopoly
- MONOPOLY HERE & NOW
- Monsters vs. Aliens
- Mr. & Mrs. Smith
- My Dragon
- Nicki Minaj: The Empire
- Project Gotham Racing Mobile
- QuizUp
- Racing Rivals
- Ren & Stimpy Pinball
- Restaurant DASH with Gordon Ramsay
- Reversi
- Robots
- Scooby-Doo Castle Capers
- Samurai VS Zombies Defence
- Samubies Defense 2
- Scooby-Doo 2 Dark Dungeons
- Shadowalker
- SIMON
- Small Street
- Sniper X
- Space Monkey
- Speedball 2 Brutal Deluxe
- SpongeBob SquarePants: Prom of Doom
- Star Blitz
- Stardom: The A-List
- Stardom: Hollywood
- Stranded
- Super KO Boxing 2
- Super KO Boxing!
- Tap Sports Baseball
- Tavern Quest
- The Chaos Engine
- The Flintstones Bedrock Bowling
- The Flintstones Grocery Hunt
- The Powerpuff Girls Bad Mojo
- The Price Is Right
- The Swift Life
- Tom and Jerry Cheese Chase
- Tom and Jerry Food Fight
- Terminator Genisys: Revolution
- Transformers
- Transformers G1: Awakening
- Transformers: Revenge of the Fallen
- VBirds
- Virtua Tennis
- Wacky Races
- Watchmen
- Who Wants to Be a Millionaire?
- Who Wants to Be a Millionaire? Celebrity Edition
- World Series of Poker - Hold'em Legend
- World Series of Poker - Pro Challenge
- World Series of Poker Player Advisor
- World Series of Poker Texas Hold'em
- Yogi Bear Pic-A-Nic
- Zuma